# Криворучко, Леонтий Леонтьевич
Леонтий Леонтьевич Криворучко (укр. Леонтій Леонтійович Криворучко; 2 января 1927, с. Петропавловка — ноябрь 2003, Винница, Винницкая область, Украина) — советский украинский государственный и партийный деятель.

## Биография
Родился 2 января 1927 в селе Петропавловка. 

### Образование
В 1949 окончил Днепропетровский институт инженеров железнодорожного транспорта.
В 1960 окончил Высшую партийную школу при ЦК КПСС.

### Трудовая деятельность
В 1949-1951 годах - бригадир, мастер, заместитель начальника сборного цеха, начальник бюро Жмеринского вагоноремонтного завода Винницкой области. 
С 1951 года на комсомольской работе. В 1951-1952 годах - 1-й секретарь Жмеринского районного комитета ЛКСМУ Винницкой области.
Член ВКП(б)  с 1952. 
В 1952-1953 годах - секретарь, в феврале 1953-1958 годах - 1-й секретарь Винницкого областного комитета ЛКСМУ. 
В 1960-1963 годах - начальник Винницкого областного управления местной и топливной промышленности.
В 1963-1970 годах - 1-й секретарь Винницкого городского комитета КПУ.
В 1970 – сентябре 1978 года – секретарь Винницкого областного комитета КПУ.
В сентябре 1978 – марте 1983 года – 2-й секретарь Винницкого областного комитета КПУ.
С марта 1983 по ноябрь 1988 - 1-й секретарь Винницкого областного комитета КПУ.
С 1988 года – персональный пенсионер союзного значения.
Кандидат в члены ЦК КПУ в 1981—1984 гг. Член ЦК КПУ в январе 1984—1990 гг. Член Центральной Ревизионной Комиссии КПСС в 1986—1989 гг. Депутат Верховного Совета СССР 11-го созыва.
Скончался в ноябре 2003 в Виннице.